# Nasalsa
Nasalsa war eine nubische Königin. Sie war die Tochter des Königs Atlanersa, Schwestergemahlin des Königs Senkamanisken, Mutter der Könige Anlamani und Aspelta sowie der Königin Madiken.
Sie wird auf den Denkmälern ihrer Söhne genannt, wo sie eine bedeutende Rolle spielt. Ihre herausragende Stellung ist aber auch von ihrer Pyramide in Nuri (Nu.24) abzulesen. Ihre Grabkammer ist vollkommen mit langen, religiösen Texten dekoriert, was sonst fast nur bei Königen belegt ist. Die Grabkammer war geplündert, es fanden sich aber unter anderem noch vier Gründungsdepots sowie diverse Uschebtis mit Namen der Nasalsa. Ein Großteil der Funde befindet sich heute im Museum of Fine Arts in Boston, weitere im British Museum in London, den Königlichen Museen für Kunst und Geschichte in Brüssel, dem Ashmolean Museum in Oxford sowie dem Nationalmuseum Sudan in Khartum. Nasalsa erscheint auch auf einem Objekt (ein Griff von einem Spiegel?) aus Meroe.